# Бураков, Владимир Юрьевич
Владимир Юрьевич Бураков (6 ноября 1954, Харьков, Украинская ССР — 23 декабря 2024) — российский партийный и политический деятель.  Председатель Российской партии пенсионеров за социальную справедливость с 26 июля 2016 до своей смерти 23 декабря 2024 года. Действительный государственный советник II класса (2004).

## Биография
Родился 6 ноября 1954 года в Харькове.
Окончил Московский авиационный институт (1977), Московскую Высшую партийную школу (1989). Инженер-механик, политолог.
С 1977 года работал в НИИ технологии машиностроения. В 1979—1988 годах находился на комсомольской и партийной работе КПСС.
В 1988—1994 год работал в общественной организации Советский комитет защиты мира, далее «Российское Общество защиты мира».
В 1994—1996 годах — заместитель начальника управления Торгово-промышленной палаты РФ.
В 1996—2000 годах руководитель ряда коммерческих структур, секретарь политсовета «Отечество» Юрия Лужкова.
В 2001—2004 годах заместитель начальника Главного территориального управления, начальника управления по внутренней политики Администрации Президента РФ А. А. Попова.
В 2003 году в Санкт-Петербургском университете МВД России защитил диссертацию кандидата юридических наук на тему «Теоретико-правовые аспекты взаимодействия государственный органов исполнительной власти и местного самоуправления в современной России».
В 2004—2006 годах руководитель Ассоциации производителей «Русская Пушнина» и фонда «Народное достояние».
В 2005—2006 годах заместитель председателя Российской партии пенсионеров Игоря Зотова. В 2006 году партия Пенсионеров выступила соучредителем партии «Справедливая Россия».
В 2006—2011 годах председатель Центральной контрольно-ревизионной комиссии «Справедливой Россия». Одновременно в 2010 году избран главой регионального отделения партии в Пензенской области. В 2007 и 2011 годах участвовал в выборах депутатов Государственной думы РФ V и VI созывов от партии «Справедливая Россия», однако думский мандат не получил.
В 2012—2016 годах председатель Центрального совета «Российской партии пенсионеров за справедливость» под руководством Игоря Зотова и Евгения Артюх.
На Выборах в Государственную думу 2016 года по рекомендации аппарата кремля, внеочередной съезд, упразднил должность лидера партии Евгения Артюх, отозвав его также с выборов, в 2016 году передав управление партией Владимиру Буракову.
Умер 23 декабря 2024 года в результате болезни в возрасте 70 лет.

### Личная жизнь
Вдовец, имел двух дочерей.